# Högåsen (kulle i Finland)
Högåsen är en kulle i Finland. Den ligger i Närpes i landskapet Österbotten, i den sydvästra delen av landet, 300 km nordväst om huvudstaden Helsingfors. Toppen på Högåsen är 70 meter över havet.
Terrängen runt Högåsen är huvudsakligen platt. Runt Högåsen är det glesbefolkat, med 9 invånare per kvadratkilometer. Närmaste större samhälle är Östermark, 16,2 km sydost om Högåsen. I omgivningarna runt Högåsen växer i huvudsak blandskog.